# هاري جي. باريش
هاري جي. باريش هو سياسي أمريكي، ولد في 19 فبراير 1922 في مقاطعة فيرفاكس في الولايات المتحدة، وتوفي في 28 مارس 2006 في ماناساس في الولايات المتحدة. نشط حزبياً في الحزب الجمهوري. وقد انتخب عضو مجلس نواب فرجينيا ‏.